# Elecciones legislativas de Argentina de 1896
Las elecciones legislativas de Argentina de 1896 se realizaron el 8 de marzo del mencionado año para renovar la mitad de la Cámara de Diputados, cámara baja del Congreso de la Nación Argentina.

## Bancas a elegir
| Provincia           | Bancas | A elegir |
| ------------------- | ------ | -------- |
| Buenos Aires        | 16     | 7        |
| Capital Federal     | 9      | 5        |
| Catamarca           | 4      | 1        |
| Córdoba             | 11     | 8        |
| Corrientes          | 6      | 3        |
| Entre Ríos          | 7      | 1        |
| Jujuy               | 2      | 1        |
| La Rioja            | 2      | 1        |
| Mendoza             | 3      | 1        |
| Salta               | 4      | 2        |
| San Juan            | 3      | 2        |
| San Luis            | 3      | 3        |
| Santa Fe            | 4      | 2        |
| Santiago del Estero | 7      | 3        |
| Tucumán             | 5      | 2        |
| Total               | 86     | 42       |

## Resultados por provincia
| Provincia           | Candidato                         | Votos     |
| ------------------- | --------------------------------- | --------- |
| Buenos Aires        | Mariano J. Paunero (UCN)          | 22.578    |
| Buenos Aires        | Enrique S. Quintana (UCN)         | 22.514    |
| Buenos Aires        | Santiago Gregorio O'Farrell (UCN) | 22.511    |
| Buenos Aires        | Juan Carballido (UCN)             | 22.510    |
| Buenos Aires        | Remigio Lescano (UCN)             | 22.506    |
| Buenos Aires        | Emilio Mitre (UCN)                | 22.506    |
| Buenos Aires        | Pedro C. Iturralde (UCN)          | 22.505    |
| Buenos Aires        | José R. Ocampo                    | 16.148    |
| Buenos Aires        | Francisco Ayerza (UCR)            | 16.148    |
| Buenos Aires        | Marcelo Torcuato de Alvear (UCR)  | 16.147    |
| Buenos Aires        | Ricardo Lavalle                   | 16.147    |
| Buenos Aires        | Juan B. Ocampo                    | 16.147    |
| Buenos Aires        | José de Apellaniz (UCR)           | 16.065    |
| Buenos Aires        | José Nicolás Matienzo (UCR)       | 15.856    |
| Buenos Aires        | Saturnino Unzué (PAN)             | 271       |
| Buenos Aires        | Vicente Casares (PAN)             | 271       |
| Buenos Aires        | Ramón Santamarina (PAN)           | 271       |
| Buenos Aires        | Francisco Seguí (PAN)             | 271       |
| Buenos Aires        | Julio Dantas (PAN)                | 271       |
| Buenos Aires        | A. Ceballos                       | 271       |
| Buenos Aires        | Ramón L. Falcón (PAN)             | 271       |
| Buenos Aires        | Joaquín Castellanos (UCR)         | 116       |
| Capital Federal     | Mariano de Vedia (PAN)            | 6.905     |
| Capital Federal     | Miguel G. Morel (UCN)             | 6.783     |
| Capital Federal     | Marco A. Avellaneda (PAN)         | 6.666     |
| Capital Federal     | Antonio V. Obligado (UCN)         | 6.311     |
| Capital Federal     | Emilio Gouchón (UCN)              | 6.173     |
| Capital Federal     | Mariano Candioti (UCR)            | 5.208     |
| Capital Federal     | Martín M. Torino (UCR)            | 5.086     |
| Capital Federal     | Ángel Ferreyra Cortés (UCR)       | 4.939     |
| Capital Federal     | Lisandro de la Torre (UCR)        | 4.856     |
| Capital Federal     | José Camilo Crotto (UCR)          | 4.728     |
| Capital Federal     | Gregorio Uriarte                  | 709       |
| Capital Federal     | E. Revilla                        | 607       |
| Capital Federal     | Manuel Campos                     | 503       |
| Capital Federal     | Luis N. Basail                    | 327       |
| Capital Federal     | E. Hollemberg                     | 248       |
| Capital Federal     | Daniel Dónovan (UCN)              | 32        |
| Catamarca           | Mauricio Herrera                  | 3.736     |
| Córdoba             | Justiniano Posse                  | 6.787     |
| Córdoba             | Ponciano Vivanco                  | 6.787     |
| Córdoba             | Tristán M. Almada                 | 6.751     |
| Córdoba             | Gaspar Ferrer                     | 6.750     |
| Córdoba             | Vicente Peña                      | 6.750     |
| Córdoba             | José Manuel Álvarez               | 6.750     |
| Córdoba             | José Cortés Funes                 | 6.749     |
| Córdoba             | Manuel J. Astrada                 | 6.748     |
| Córdoba             | Donaciano del Campillo            | 53        |
| Córdoba             | Félix T. Garzón                   | 53        |
| Córdoba             | Ismael Galíndez                   | 2         |
| Corrientes          | José Miguel Guastavino            | 5.638     |
| Corrientes          | Juan Bejarano                     | 5.630     |
| Corrientes          | Adolfo Contte                     | 5.621     |
| Corrientes          | Juan Valenzuela                   | 2         |
| Corrientes          | Rómulo Amadey                     | 1         |
| Corrientes          | Fermín E. Alsina                  | 1         |
| Corrientes          | Ernesto E. Ezquer                 | 1         |
| Corrientes          | José E. Robert                    | 1         |
| Corrientes          | Ángel Ezquer                      | 1         |
| Corrientes          | Cupertino Balbuena                | 1         |
| Corrientes          | Justo Monjedos                    | 1         |
| Entre Ríos          | Enrique Berduc                    | 5.893     |
| Jujuy               | Daniel Ovejero                    | 2.077     |
| La Rioja            | Lidoro J. Avellaneda              | 3.031     |
| La Rioja            | Arturo Castaño                    | 1         |
| Mendoza             | Joaquín Villanueva                | 1.291     |
| Mendoza             | Fernán Puebla                     | 1         |
| Mendoza             | Luis S. Olmedo                    | 1         |
| Mendoza             | Maximiliano Leiva                 | 1         |
| Mendoza             | Pedro Anzorua                     | 1         |
| Mendoza             | Antonio R. Moyano                 | 1         |
| Mendoza             | José Néstor Lencinas              | 1         |
| Mendoza             | Natalio B. Segura                 | 1         |
| Salta               | Indalecio Gómez                   | 7.413     |
| Salta               | Arturo L. Dávalos                 | 7.408     |
| Salta               | Domingo Güemes                    | 3         |
| Salta               | Benjamín Leguizamón               | 1         |
| Salta               | Clodomiro Arce                    | 1         |
| San Juan            | Carlos Echegaray                  | Sin datos |
| San Juan            | David Chaves                      | Sin datos |
| San Luis            | Eleodoro Lobos                    | 3.939     |
| San Luis            | Mauricio P. Daract                | 3.936     |
| San Luis            | Julio Olivero                     | 3.877     |
| San Luis            | Víctor Guiñazú                    | 1.459     |
| San Luis            | Jacinto Pérez                     | 1.394     |
| San Luis            | Ruperto Aguilera                  | 1.388     |
| San Luis            | Teófilo Saá                       | 1         |
| San Luis            | Abelardo Figueroa                 | 1         |
| Santa Fe            | José Ignacio Llobet               | 7.083     |
| Santa Fe            | Eugenio Alemán                    | 7.077     |
| Santa Fe            | Nicanor Molinas                   | 17        |
| Santa Fe            | Ovidio A. Lagos                   | 4         |
| Santa Fe            | Pedro A. Sánchez                  | 4         |
| Santa Fe            | Jorge Schole                      | 2         |
| Santa Fe            | Nicasio Vila                      | 2         |
| Santa Fe            | J. Martínez Peita                 | 2         |
| Santa Fe            | Domingo Regules                   | 2         |
| Santa Fe            | Atanacio Páez                     | 1         |
| Santa Fe            | Armando Anfrane                   | 1         |
| Santa Fe            | Faustino Henry                    | 1         |
| Santa Fe            | Francisco Müller                  | 1         |
| Santiago del Estero | Pedro García                      | 3.990     |
| Santiago del Estero | Benjamín Giménez                  | 3.906     |
| Santiago del Estero | Jesús Fernández                   | 2.589     |
| Santiago del Estero | Mariano Gorostiaga                | 1.814     |
| Santiago del Estero | Atanacio Rodríguez                | 179       |
| Santiago del Estero | Napoleón Barraza                  | 57        |
| Santiago del Estero | Napoleón Taboada                  | 8         |
| Santiago del Estero | Manuel Argañaras                  | 8         |
| Santiago del Estero | Pedro Olaechea y Alcorta          | 5         |
| Santiago del Estero | Raniero Lugones                   | 8         |
| Santiago del Estero | José María Corbalán               | 4         |
| Santiago del Estero | Manuel Gorostiaga                 | 4         |
| Santiago del Estero | Maximio Paiz                      | 1         |
| Santiago del Estero | Absalón Arias                     | 1         |
| Santiago del Estero | Andrés A. Figueroa                | 1         |
| Santiago del Estero | Honorio A. Molde                  | 1         |
| Santiago del Estero | Manuel Olivera                    | 1         |
| Santiago del Estero | Manuel Gallardo                   | 1         |
| Santiago del Estero | Ramón Agüero                      | 1         |
| Tucumán             | Pedro Lacavera                    | 5.210     |
| Tucumán             | Fabio López García                | 5.190     |
| Tucumán             | Silvano Bores                     | 11        |
| Tucumán             | Ernesto Padilla                   | 4         |
| Tucumán             | Patricio Zavalía                  | 3         |
| Tucumán             | Ezequiel Bravo                    | 3         |
| Tucumán             | José A. García                    | 1         |
| Tucumán             | Pedro Alurralde                   | 1         |
| Tucumán             | Román F. Torres                   | 1         |
| Tucumán             | Faustino Velloso                  | 1         |
| Tucumán             | Emilio Romero                     | 1         |
| Tucumán             | Roque Pondal (h)                  | 1         |
| Tucumán             | Laurindo Santillán Rentería       | 1         |
| Tucumán             | Manuel Sibilat Fernández          | 1         |
| Tucumán             | Ángel Maldonado Luna              | 1         |
| Tucumán             | J. B. Buenaventura y Ardoy        | 1         |

1. ↑  Falleció el 11 de mayo de 1896, lo reemplaza Julio S. Dantas en 1898.
2. ↑  Falleció el 17 de enero de 1899, lo reemplaza Manuel Cabral (h) en una elección especial el 26 de marzo de 1899.
3. ↑  Renunció el 6 de julio de 1898, lo reemplaza Bernabé Lainez en una elección especial el 5 de junio de 1898.
4. ↑  Renunció el 13 de mayo de 1899, lo reemplaza Juan Luis Sarmiento en una elección especial el 6 de agosto de 1899.
5. ↑  Falleció el 27 de agosto de 1898, lo reemplaza Benjamin Palacio en una elección especial el 5 de marzo de 1899.

## Elecciones parciales
| Provincia | Fecha                | Candidato       | Votos |
| --------- | -------------------- | --------------- | ----- |
| San Juan  | 22 de agosto de 1897 | Arnobio Sánchez | 2.138 |

1. ↑  Electo para completar el mandato de Enrique Godoy (1894-1898).